# Пенкун
Пенкун (њем. Penkun) град је у њемачкој савезној држави Мекленбург-Западна Померанија. Једно је од 54 општинска средишта округа Икер-Рандов. Према процјени из 2010. у граду је живјело 2.013 становника. Посједује регионалну шифру (AGS) 13062044.

## Географски и демографски подаци
Пенкун се налази у савезној држави Мекленбург-Западна Померанија у округу Икер-Рандов. Град се налази на надморској висини од 40 метара. Површина општине износи 78,6 km². У самом граду је, према процјени из 2010. године, живјело 2.013 становника. Просјечна густина становништва износи 26 становника/km².

## Међународна сарадња
| Мјесто | Држава    | Врста сарадње | Од    |
| ------ | --------- | ------------- | ----- |
| Фор    | Француска | партнерство   | 1994. |
| Извор  |           |               |       |